# Arthur Schopenhauer
Arthur Schopenhauer, nemški filozof, * 22. februar 1788, Gdansk, † 21. september 1860, Frankfurt na Majni, Nemčija. 
Velja za enega najpomembnejših filozofov 19. stoletja, najbolj poznan po delu »Svet kot volja in predstava« (Die Welt als Wille und Vorstellung, 1818). Kljub temu, da je izhajal iz filozofskega izhodišča nemškega idealizma, je svojo filozofijo navezal tudi na indijske Upanišade, vedanto in budistično filozofijo. Schopenhauer je predstavnik filozofije življenja.
Schopenhauer je neprizanesljiv kritik postkantovskega nemškega idealizma in je mnenja, da je treba filozofijo vrniti na Kantova epistemološka in etična izhodišča. S svojim metafizičnim voluntarizmom, filozofskim pesimizmom in poudarjanjem iracionalnosti človekove duševnosti je vplival na širšo kulturo 19. stoletja, mdr. na ljudi, kot so Richard Wagner, Friedrich Nietzsche, Ludwig Wittgenstein, Erwin Schrödinger, Albert Einstein, Sigmund Freud, Otto Rank, Carl Jung, Joseph Campbell, Lev Tolstoj, Thomas Mann in Jorge Luis Borges.

## Življenjepis

### Zgodnje življenje
Arthur Schopenhauer se je rodil 22. februarja leta 1788 v Gdansku (nem. Danzig), ki je bil tedaj živahno trgovsko pristanišče in je del Prusije postal leta 1793, zato se je Arthur Schopenhauer  tedaj preselil v Hamburg. Danes je to mesto del Poljske. V otroštvu je tudi igral flavto. Njegov oče Henrich Floris Schopenhauer je bil trgovec, njegovi materi pa je bilo ime Johanna, ki je bila priznana novelistka in članica nemškega romantičnega literarnega gibanja. Družina se je preselila v Hamburg, ko je bil Arthur Schopenhauer star 5 let, saj je bil njegov oče privrženec razsvetljenskih idej, Gdansk pa ni bilo primerno mesto za takšne ideje, ko se je priključila Prusija.
Njegov oče je zanj želel, da bi postal trgovec, kot je bil on, zato je v Schopenhauerjevi mladosti z njim veliko potoval. Omogočil mu je, da se je pri devetih letih preselil k francoski družini, kjer se je tekoče naučil govoriti francosko. Kljub željam očeta, da bi Arthur Schopenhauer postal trgovec, si je Arthur že od mladih let želel biti učenjak. Oče mu je zato ponudil dve možnosti, lahko bi se odpravil skupaj s starši na potovanje po Evropi in zatem postal pripravnik pri nekemu trgovcu, ali pa bi se vpisal na gimnazijo in se tako pripravil na obiskovanje univerze. Arthur Schopenhauer se je odločil za potovanje, izkušnje s tega potovanja, predvsem opazovanje trpljenja nižjega sloja, pa so pripomogle izoblikovati pesimističen pogled na svet v njegovi filozofiji.
Ko se je vrnil s potovanja, je Schopenhauer  začel s pripravništvom za trgovca. Velika sprememba življenja pa se mu je zgodila pri 17-ih letih, ko mu je umrl oče, najverjetneje je storil samomor. Po očetovi smrti je tako Schopenhauer, skupaj s sestro Adele in njuno mati, podedoval zajetno dediščino. Dve leti po očetovi smrti se je Schopenhauer z materino podporo odločil, da ne bo nadaljeval poti trgovca, saj si je to želel le zaradi očetovih pričakovanj.

### Šolanje
Odločil se je za nadaljevanje študija in se vpisal na gimnazijo v Gothi. V gimnaziji je bil nadpovprečen. V času obiskovanja se je naučil tekoče govoriti grščino in latinščino, vendar pa je bil izključen zaradi pisanja satiričnih pesmi o učitelju.
Medtem ko je Schopenhauer obiskoval gimnazijo, je njegova mati izkoristila svoj status vdove in s tem pridobljene svobode od moževe oblasti ter se preselila v Weimar. Udejstvovala se je v socialnem in intelektualnem  življenja mesta, in je bila zelo uspešna kot pisateljica ter kot hostesa v salonu. Med rednimi gosti njenega salona v tem času najdemo tako Johanna Wolfganga von Goetheja, brata Karla Friedricha Schlegla in Augusta Wilhelma Schlegla, predstavnika nemške romantike in nemškega pesnika Christopha Martina Wielanda. Uspeh salona pa je močno vplival tudi na Schopenhauerjevo prihodnost, saj ga je tam njegova mati predstavila Goetheju, to srečanje pa je kasneje vodilo k sodelovanju Schopenhauerja pri Goethejevi teoriji o barvah. Na enem izmed srečanj, ki ga je organizirala njegova mati, pa je Schopenhauer spoznal orientalista Friedericha Majerja, ki je v njem vzbudil zanimanje za vzhodnjaško filozofijo. Vendar pa se Schopenhauer in Johanna, njegova mati, v tem času nista dobro razumela. Johanna je namreč njega imela za preveč kritičnega in črnogledega, medtem ko je on sam menil, da je njegova mati zgolj nekdo, ki se želi na vsak način dvigniti po družbeni lestvici.

### Študij
Pred prekinitvijo stikov z materjo se je leta 1809 vpisal na študij medicine na Univerzi v Göttingenu. V tretjem semestru študija si je premislil in se raje usmeril v filozofijo, in sicer, odločil se je svoje življenje posvetiti prikazovanju tega, da je bilo življenje po njegovem mnenju neprijetna zadeva. Filozofijo je študiral pod okriljem Gottloba Ernsta Schulza, čigar najpomembnejše delo je bilo kritičen komentar Kantovega sistema transcendentalnega idealizma. Schopenhauer je svoj študij filozofije pričel z branjem del Kanta in Platona, v kar ga je usmeril Schultz, tako Kant kot Platon pa sta močno vplivala na razvoj njegove filozofije, kot je imelo močan vpliv tudi zgodnje študiranje del nemškega filozofa Friedricha Wilhelma Josepha von Schellinga, katerega je v svojih delih kasneje močno kritiziral.
Svoje šolanje je leta 1811 nadaljeval na Univerzi v Berlinu, kamor se je prepisal z namenom poslušanja predavanj Johanna Gottlieba Fichteja, ki je veljal za takrat najpomembnejšega nemškega filozofa, ter Friedricha Schleirmacherja, ki je veljal za dobrega prevajalca in komentatorja del Platona. Kmalu pa je postal razočaran nad mislecema, kot tudi nad intelektualnim življenjem univerze nasploh, katerega je dojemal kot brez potrebe težko razumljivega, odmaknjenega od pravih filozofskih problemov in prežetega s teološkimi agendami.
Napoleon je leta 1813 s svojo vojsko vkorakal v Berlin, kmalu zatem pa se je Schopenhauer preselil v Rudolstadt, majhno mesto blizu Weimarja, in se tako izognil političnim nemirom. Tam je napisal svojo doktorsko dezertacijo z naslovom »O štirikratnem izvoru principa zadostnega razloga«, v katerem je sistematično raziskal princip zadostnega razloga in ga je razumel kot kritični odgovor na dela Immanuela Kanta. Istega leta pa je tudi ubranil doktorsko dizertacijo »O načelu razloga«. Njegova mati je menila, da je knjiga nerazumljiva in da je po vsej verjetnosti nihče nikoli ne bo kupil. Ker je Schopenhauerjeva mati podcenjevala njegova filozofska prizadevanja in se imela za pomembno v literarnem oziru, se je z njo sprl. 
Leta 1814 se je čutil intelektualno dovolj močnega, da je začel pisati delo »Svet kot volja in predstava«. S pisanjem je končal leta 1818, takrat je bilo njegovo delo tudi objavljeno, vendar ni bilo zanimanja zanj. V tem delu je trdil, da naš svet in naše bivanje vodi vedno nepotešena želja po zadovoljstvu. Kritiziral je logični optimizem Kanta in Hegla in ni verjel, da je morala posameznika določena z družbo. Verjel je, da so ljudje motivirani samo s svojimi lastnimi željami. Je ustanovitelj nekaterih znanih in pomembnih filozofskih smeri. V delu »Svet kot volja in predstava« je napisal enega najpomembnejših citatov: »Svet je moja predstava«. Volja je za Schopenhauerja to, kar je za Kanta stvar po sebi (nem. Ding an Sich). Ideja o volji je močno vplivala tudi na Nietzscheja, ki je to idejo razvijal v drugačni smeri.

### Dela in poklici
Leta 1815 se je ustalil v Dresdnu, kjer je upal, da mu bo tiha ruralna okolica z močnim intelektualnim zaledjem pomagala pri razvoju sistema filozofske misli. Hkrati je tudi pričel s preučevanjem Barucha Spinoze ter njegovo misel o ustvarajoči naravi (natura naturans). Spinoza je naravo karaktiziral kot samostojno aktivnost, ta pa je postala ključna pri Schopenhauerjevi misli o volji. Med svojim bivanjem v Dresdnu je napisal delo »O vizijah in barvah«, ki je bil rezultat njegovega sodelovanja z Goethejem. V delu je kot osnovo vzel Goethejevo teorijo z namenom nadomestitve slednje s svojo lastno, katera bi presegla mentorjevo, kar pa je privedlo do poslabšanja odnosov z Goethejem.
Leta 1816 je napisal delo »O vidu in barvah«, ki se navezuje na Goethejeve znanstvene teorije.
Schopenhauer pa je v Dresdnu tudi  dokončal svoj sistem filozofske misli, ki je bila kombinacija Kantovega idealizma ter Schopenhauerjevega originalnega pogleda na voljo kot samostojen objekt. Delo, kjer je opisal svoj sistem, je naslovil »Svet kot volja in predstava« in ga izdal decembra 1818, vendar pa delo ni naredilo vtisa na publiko, kar je močno ujezilo Schopenhauerja.
Leta 1820 je bilo Schopenhauerju podeljeno dovoljenje za poučevanje na Univerzi v Berlinu. Načrtno je imel svoja predavanja istočasno kot Georg Hegel, ki je bil takrat najbolj eminenten član oddelka za filozofijo, katerega je v tistem času tudi vodil. Tekmo za pozornost je izgubil, njegova predavanja je namreč obiskovala zgolj peščica študentov, medtem ko jih je bilo na Heglovih preko 200. Kljub temu, da je vrsto let predaval na univerzi, se je njegovih predavanj vedno udeleževala zgolj peščica, kar je zgolj poglobilo njegov prezir za akademsko filozofijo.
V letu 1821, se je zaljubil v 19. letno operno pevko Caroline Richter in bil nekaj let z njo v zvezi. V letih 1833-1860 je živel sam z dvema pudljema Atmanom in Butzem, v tistem času pa je naredil tudi nekaj zapiskov, ki so bili objavljeni posmrtno pod psevdonimom Senilia.

### Pozna leta življenja in smrt
20. leta 19. stoletja so bila tako verjetno najbolj temačna in najmanj produktivna za Schopenhauerja. Poleg tega, da nihče ni posvečal prevelike pozornosti njegovi filozofski misli, je tudi bolehal za vrsto različnih bolezni. Poskusil je ustvariti kariero kot prevajalec francoske in angleške proze, vendar pa tudi ti poskusi niso dobili veliko pozornosti. Njegovo finančno stanje pa se je še poslabšalo, ko je leta 1826 izgubil 5 let trajajočo tožbo proti Karolini Luizi Marguet, ki ga je obtožila, da jo je pretepel in zbrcal, ko ni hotela zapustiti preddverja njegovega stanovanja. Kot kazen ji je moral letno plačevati 60 talerjev do konca njenega življenja.
Leta 1831 je v Berlinu izbruhnila epidemija kolere (ki je bila med drugim kriva tudi za smrt Hegla), Schopenhauer pa je pred njo pobegnil in se leta 1831 preselil v Frankfurt na Majni, kjer je ostal do konca svojega življenja. Tam je postal zopet produktiven, izdal je namreč vrsto del in razširil svoj filozofski sistem. Leta 1836 je tako objavil »O volji in naravi«, kjer je razložil, kako razvoj znanosti v fiziki služi kot potrdilo njegove teorije o volji. Leta 1839 je dobil prvo priznanje javnosti za njegovo delo, Norveška akademija mu je namreč podelila nagrado za njegov esej »O svobodi človeške volje«. Leto kasneje pa mu Danska akademija ni želela podeliti nagrade za esej »O osnovi moralnosti«, čeprav je le to delo kandidiralo za nagrado. Leta 1841 je oba eseja izdal skupaj pod naslovom »Osnovni problem moralnosti« in jima dodal uvod, kjer je Dansko akademijo obtožil nezmožnosti prepoznavanja prave vrednosti njegove misli.
Leta 1843 je ponovno izdal »O štirikratnem izvoru principa zadostnega razloga«. Delo se je v drugi izdaji več kot podvojilo v obsegu, vendar pa ni zanj dobil Schopenhauer nič več priznanja kot za prvo izdajo. Široko priznanje in slavo je dosegel šele leta 1851, ko je izdal zbirko filozofskih esejev in aforizmov pod naslovom »Parerga in Paralipomena« (Sekundarna dela in pozna opazovanja). Vendar pa prvotno priznanje dela ni prišlo iz Nemčije, ampak iz Anglije, kjer je angleški učenjak John Oxenford napisal recenzijo, delo z naslovom »Ikonklazem in nemška filozofija«, katera pa je bila kasneje prevedena v nemščino. Recenzija je vzbudila zanimanje med bralci v Nemčiji in Schopenhauer je postal slaven praktično čez noč. Preostanek svojega življenja je tako preživel v uživanju svoje pozno pridobljene slave, dokler ni 21. septembra 1860 umrl doma v Frankfurtu, najverjetneje zaradi srčnega napada.

## Filozofija
Schopenhauer se je v svoji filozofiji močno razlikoval od preostalih nemških idealistov, pri čemer je morda največja razlika jasnost in eleganca njegovega stila pisanja v primerjavi z drugimi. Jasnost in eleganca pisanja je bila odraz tega, da je bil Schopenhauer strasten bralec piscev iz Anglije in Francije in jih je želel v svojem pisanju posnemati. Hkrati je tudi pogosto obtožil bolj nejasne pisce, kot sta bila npr. Hegel in Fichte, namernega zakrivanja misli, Hegla pa je celo opisoval kot pisca nesmislov v drugi izdaji »O štirikratnem izvoru principa zadostnega razloga«.

### Filozofija volje in motivacije
Glavni fokus Schopenhauerjevega filozofskega razmišljanja je bilo njegovo raziskovanje posameznikove motivacije. Pred njim je Hegel populiziral koncept Zeitgeista, Duha časa, kjer je predstavil idejo, da skupnost sestavlja kolektivna zavest, ki se premika v določeni smeri in diktira dejanja svojih članov. Schopenhauer, bralec tako Kanta kot Hegla, pa je kritiziral njun logični optimizem in vero v to, da je posameznikovo moralo možno določiti s pomočjo družbe in razloga. Schopenhauer je verjel, da so ljudje motivirani zgolj s strani njihovih osnovnih potreb ali drugače povedano, želje po življenju, ki usmerja celotno človeštvo. Po njegovem mnenju so bile človeške želje brezupne, nelogične in brez smeri, posledično pa je bilo tako tudi človeško obnašanje po celotnem planetu. Menil je, da je volja nekaj škodljivega, ki metafizično obstaja in nadzoruje ne le dejanja posameznega, inteligentnega subjekta, ampak vse kar lahko opazimo. Volja je torej zlo. Njegova filozofska misel o volji je imela močan vpliv predvsem na Nietzscheja, ki pa jo je razvil v drugi, bolj zaneseni in optimistični smeri.

### Kantova dediščina
Schopenhauer je bil prepričan, da je Kant ustvaril ali močno okrepil nekaj najpomembnejših prebojev v človeški misli. Med drugim je vso resničnost razdelil na tisto, ki jo lahko zavzamemo, in na tisto, ki je ne moremo; vztrajal je, da so forme in okviri možnega izkustva odvisni od naključne narave našega spoznavnega aparata in da so pač taki, kakršen je ta aparat; iz tega je sklepal, da si ne moremo predstavljati ničesar, kar je neodvisno od izkustva, in da mora potemtakem narava neodvisne resničnosti za nas za vselej ostati zaprta knjiga, saj se popolnoma razlikuje od vsega, kar lahko doumemo kot pojem in predstavo; sklepal je, da čas, prostor in vzročno povezani materialni predmeti sodijo le v ta svet izkustva, v empirični svet, in ne morejo biti zunaj njega; in da je ključ do razumevanja tega sveta znanost, da pa tudi znanost zunaj tega sveta ne more biti. Za Schopenhauerja so bili Kantovi nauki pravilni in tako temeljni. 
Po Schopenhauerju lahko le ljudje, ki se v vseh teh stvareh strinjajo s Kantom, razumejo njegovo lastno filozofijo. Nesmiselno se mu je zdelo, da bi o njih vnovič razpravljal, saj bi to pomenilo da hoče vnovič izumiti kolo, temveč jih je vzel za svoje izhodišče. Nikakor pa ni bil prepričan, da ima Kant prav čisto v vsem, tako da je pri dopolnjevanju Kantovih argumentov in z njihovo razširitvijo na nova področja popravil tisto, kar so bile po njegovem Kantove napake, nekatere celo zelo velike. Logično izhodišče Schopenhauerjeve filozofije je torej njegova kritika Kanta. 

### Neosebna resničnost
Schopenhauer je bil prepričan, da je Kant ravnal prav, ko je vso resničnost razdelil na fenomenalno in noumenalno, da pa noumenalna resničnost ne more obstajati iz stvari na sebi (v množini). Da bi namreč lahko obstajale različne stvari, mora biti mogoča diferenciacija, ta pa je mogoča le na področju, kjer sta tudi čas in prostor. Da bi se predmeta lahko razlikovala med seboj, se morata razlikovati tudi v času in prostoru, sicer sta isti predmet. Da bi se celo tako abstraktni predmeti, kakor so naravna števila ali črke, razlikovali med seboj, mora pojem zapovrstja imeti nekakšen pomen, to pa je spet mogoče le v času in prostoru. Torej, pravi Schopenhauer, da zunaj področja, v katerem sta prostor in čas, ne more biti nobenega razlikovanja: vse mora biti eno in nerazlikovano.  
Prav tako, pravi Schopenhauer, noumenalno ne more biti vzrok fenomenalnega, saj je že Kant pokazal, da vzročne povezave, na primer prostor in čas, lahko obstajajo le na fenomenalnem področju: vzročnost potemtakem tega področja ne more povezovati s tistim, kar je zunaj njega. Kant je denimo mislil, da so dejanja volje, ki jih je najti na noumenalnem področju, vzroki »svobodnega« telesnega gibanja; za Schopenhauerja pa to ni mogoče. Pravi namreč, da sta dejanje volje in telesno gibanje, ki je z njim povezano, v resnici en in isti dogodek, ki se kaže na dva različna načina, enkrat ga doživljamo od znotraj, drugič opazujemo od zunaj. Fenomenalna resničnost se ne razlikuje od noumenalne, temveč je ista resničnost, ki jo spoznavamo drugače.  
Za Schopenhauerja ima vse noumenalno področje značaj volje, čeprav ne v vsakdanjem pomenu te besede. Vesolje prežema tolikšna energija, da presega vsakršno domišljijo. Vsa ta silna energija, ki se poganja naprej in je tako neizmerna, da si je sploh ne moremo zamisliti, nima ničesar opraviti z duhom ali zavestjo. Je popolnoma neduhovni fenomen, ki je slep in nima ne osebnosti, ne razuma in potemtakem tudi ne smotra ali cilja, je popolnoma neosebna sila. Ta sila je v fenomenalnem svetu manifestacija vsega tistega, kar je noumenalno; sprva jo je imenoval »sila«, a je po premisleku ugotovil, da je ta beseda na čisto poseben način povezana z znanostjo, znanost pa je mogoča zgolj v svetu fenomenov, zato se je odločil, da jo bo imenoval »volja« (der Wille), saj so naša dejanja volje najneposrednejša možna izkušnja ene od njenih manifestacij, v kateri od znotraj doživljamo to, kar je sicer nerazložljiv gon, sila ali energija, ki se kaže v telesnem gibanju. 
Ta raba besede volja je pripeljala do marsikaterega nesporazuma, saj si ljudje le s težavo zamišljajo nepersonalistično voljo, ki nima ne osebnosti ne duha ali razuma, pa tudi nobenega cilja in smotra; toda Schopenhauer izrecno pravi, da volja pomeni prav to. Fizika je v 20. stoletju odkrila, da je vse vsebine empiričnega sveta, vključno z materialnimi predmeti, mogoče reducirati na energijo in na polja sil, ki delujejo v prostorsko-časovnem okviru; Schopenhauer bi to odkritje imel za nekaj, kar se popolnoma ujema z njegovo filozofijo.

### Etika sočutja
Kot fizični predmeti v prostoru in času so naša človeška telesa manifestacije nediferenciranega Enega, ki je noumenalno. To dejstvo, če sploh je dejstvo, je za Schopenhauerja osnova morale - izrazit primer metafizike, ki postane osnova etike. Le v svetu fenomenov, pravi Schopenhauer, se zdi, da smo ločeni posamezniki. V zadnjem temelju naše biti, ki je noumenalna, pa smo eno in nediferencirano. To pojasnjuje sočutje, zmožnost ljudi, da se poistovetijo z drugimi in čutijo z drugimi, si z drugimi delijo trpljenje in veselje. Če te prizadenem, delam škodo lastni biti. Prav to sočutje, pravi Schopenhauer - in ne, kakor je bil napačno prepričan Kant, racionalnost - je temelj etike. Hkrati je temelj medsebojnih odnosov in stikov, kajti sporočila, ki jih med našimi materialnimi telesi posredujejo oči in ušesa, so pri tem manj pomembna. Sočutje je pravi temelj etike kakor ljubezni. 

### Zahod se sreča z Vzhodom
Šele ko se je Schopenhauer dokopal do teh idej, je odkril vzhodno filozofijo. Klasična besedila hinduizma in budizma so bila pred tem v Evropi znana zgolj površno preko jezuitskega posredništva, tako da se je zahodna filozofija do tedaj razvijala popolnoma neodvisno od njih. Šele v 19. stoletju so jih začeli nekoliko bolj prevajati v evropske jezike. Začetnik tega razvoja, vsaj na nemškem jezikovnem področju, je bil orientalist Friedrich Majer, s katerim se je Schopenhauer seznanil v svojih dvajsetih letih. Tedaj je Schopenhauer že objavil prvo knjigo in je bil zavzet s pisanjem svoje mojstrovine. Prav Majer je v drugem desetletju 19. stoletja Schopenhauerja seznanil s hinduizmom in budizmom. Schopenhauer je bil zelo presenečen, ko je odkril, da se nekaj osrednjih naukov teh religij ujema s sklepi, do katerih sta prišla Kant in on sam po čisto drugi poti. 
Kant in Schopenhauer sta obravnavala osrednjo tradicijo zahodne filozofije in segla vse do Starih Grkov. Zlasti ju je zanimala tista smer filozofije, ki jo je začela angleška filozofa John Locke in David Hume, namreč raziskovanje meja človekovega spoznavanja in razumevanja samega sebe. Večina pomembnih filozofov od Platona naprej je bila prepričana, da je matematično zasnovana fizika ključ do razumevanja empiričnega sveta, ni pa bila prepričana, da je empirični svet vse, kar obstaja. Filozofi so svojo religijo, če so seveda bili religiozni, ločevali od filozofije, filozofske raziskave so si prizadevali utemeljevati zgolj z racionalnimi argumenti. Schopenhauer pa je odkril, da je pri vzhodni filozofiji čisto drugače. Ni temeljila na znanosti, temveč na religiji, tako zelo, da je religija obvladovala filozofijo. V tem popolnoma drugačnem intelektualnem kontekstu in v družbah, ki so bile čisto drugačne od evropskih, s popolnima drugačnimi jeziki in kulturami in v različnih zgodovinskih obdobjih, včasih tisoče let narazen, so pomembni misleci prišli do marsikaterega enakega sklepa kakor najboljši sodobni zahodni filozofi.

### Osamljeni orientalist
Schopenhauer je začel nemudoma brati prevedena hindujska in budistična besedila, se nanje sklicevati v svojih spisih in opozarjati na podobnosti med lastnimi argumenti in njihovimi. Zato po splošnem mnenju velja, da je v njih našel marsikatero svojih idej, a to ne drži. Po njegovem je bilo najpomembnejše, da sta zahodna in vzhodna filozofija neodvisno druga od druge hodili po popolnoma različnih poteh, a sta vendarle prišli do bistveno enakih sklepov o odločilnih stvareh. Čeprav njegovih idej nista oblikovala hinduizem in budizem, pa je postal prvi znani evropski pisec, ki je svojim bralcem posredoval zavest o resni intelektualni vsebini teh religij.
Schopenhauer je eden prvih zahodnih filozofov, ki je povezal zahodno in vzhodno misel. Hkrati je poleg novoheglijanskih sodobnikov (Feuerbach, Marx, Stirner) odkrit ateist, a se z njimi razhaja v teoriji Thomas Hobbes in David Hume sta nemara res bila ateista, toda živela sta v času, ko je veljalo za hudodelstvo, kadar je kdo objavil spis o zanikanju božjega bivanja; zato so se filozofi temu vprašanju izogibali. Za Schopenhauerja je bila ideja osebnega Boga pojmovna zmeda, prav tako pa je tudi z idejo duše. Schopenhauer je mislil, da spoznanja ne more biti brez možganov, videnja ne brez oči in prebave ne brez želodca.

### Ničnost sveta
Schopenhauer je bil prepričan, da je empirični svet brez pomena ali namena in da ga navsezadnje, v sebi, sploh ni. Ker je popolnoma odvisen od subjekta in ker nam je hkrati lastno prizadevanje, da mislimo o njem kot o nečem, kar obstaja neodvisno od nas, je ves njegov smisel iluzija. Po Schopenhauerju se nas ne bi smel polastiti, ne bi smel biti naša skrb in ne bi se smeli prepustiti njegovim potem - morali bi se mu odpovedati. Rekel je, da se človeška volja s tem odvrne od sveta, to pa je hkrati tudi končni cilj filozofiranja. Tudi to je presenetljivo podobno nekaterim budističnim naukom, vendar je do teh idej prišel popolnoma neodvisno od budizma. 

### Groza bivanja
V Schopenhauerjevi filozofiji gre za dejavni odpor do sveta. Nasilje in nepravičnost povsod prevladujeta. Posameznikovo življenje je nesmiselna tragedija, ki se konča z neizogibno smrtjo. Dokler živimo, smo sužnji svojih poželenj, in še preden zadovoljimo eno, že na njegovo mesto stopi drugo, tako da smo nenehno nezadovoljni in že sámo življenje je vir našega trpljenja. Schopenhauer velja za največjega pesimista med filozofi, podobno kot Spinoza velja za največjega panteista, Locke pa za največjega liberalca. Njegovo stališče o našem bivanju je najbolj črnogledo, kar ga človek lahko ima, in vendar pri tem še ohrani duševno zdravje. 

### Pomen umetnosti
Schopenhauer je bil prepričan, da nas lahko le umetnost vsaj za nekaj trenutkov odreši zapora v temni ječi sveta. Za trenutek se povežemo z nečim, kar je zunaj empiričnega sveta, z nekakšnim drugačnim redom biti: dobesedno izkušamo, da smo zunaj časa in prostora, pa tudi zunaj nas samih, celo zunaj materialnega predmeta, ki je naše telo. Schopenhauer nadrobno pojasnjuje, kako se to dogaja in zakaj je tako. Posamezne umetnosti obravnava obširneje in temeljiteje kot katerikoli drug znan filozof. V primerjavi z drugimi velikimi filozofi tudi na splošno pripisuje umetnostim pomembnejše mesto v celotnem redu stvari. Zanj je glasba nekakšna nadumetnost, ki po metafizičnem pomenu presega vse druge umetnosti. Po mnenju nekaterih največjih takratnih skladateljev, denimo Wagnerja in Mahlerja, so njegovi spisi o glasbi izmed vseh najpomembnejši.
Schopenhauer je imel večji vpliv na umetnike kot katerikoli drug filozof zadnjih stoletij- vključno z Marxom. Vplival je zlasti na pisatelje: Tolstoja in Turgenjeva, Maupassanta, Zolaja, Prousta, Hardyja, Conrada in Thomasa Manna - njegovo delo so sprejeli v svoje. Izmed vseh ljudi, ki sami niso bili glasbeniki, je imel največji vpliv na Wagnerja. Hkrati pa je močno vplival na nekatere poznejše pomembne filozofe, predvsem na Nietzscheja, Wittgensteina in Popperja - Nietzsche je celo napisal drobno knjižico z naslovom »Schopenhauer kot vzgojitelj« (1874). Freud je priznal, da je pred njim že Schopenhauer popolnoma pojasnil mehanizem potlačitve, ki je, kakor je temu sam rekel, jedro psihoanalitične teorije, a je poudaril, da ga je sam odkril popolnoma neodvisno. Vsekakor je bil Schopenhauerjev vpliv na kulturo nekaj izjemnega.

### Mojster sloga
Schopenhauer je eden od članov male družbe velikih filozofov, ki so bili tudi veliki literarni umetniki, družbe, v katero sodijo Platon, sveti Avguštin, Descartes, Rousseau in Nietzsche, a le še malokdo. Njegovi stavki so pogosto tako sijajni, da so številne iztrgali iz konteksta in jih kot njegove epigrame objavili v majhnih zbirkah. Tako je nastala popolnoma napačna podoba o njem, saj je ob Kantu eden največjih sistematikov med filozofi.

## Schopenhauerjeva dediščina
Pri Schopenhauerju je prav presenetljivo, kako zelo je vplival na ljudi, ki so bili slavni ali ki so postajali slavni, a v glavnem zunaj področja filozofije. Skladatelj Richard Wagner je dejal, da je za opero Tristan in Izolda, ki je po mnenju številnih njegovo največje delo, napisal delno kot odgovor na branje Schopenhauerja. Partitura je bila objavljena že leta 1859, torej že pred Schopenhauerjevo smrtjo leta 1860, čeprav je filozof skoraj zanesljivo ni poznal. Sigmund Freud je priznal, da je analizo potlačitve pred njim obravnaval že Schopenhauer, pozneje pa se je na Schopenhauerja pogosto skliceval najbolj znani Freudov učenec Carl Gustav Jung. 
Schopenhauerjev vpliv pa je morda najizrazitejši na področju romana. Med njegovimi občudovalci sta velika ruska romanopisca Tolstoj in Turgenjev, znamenita francoska pisatelja Proust in Zola, nemara največji nemški pisatlej Thomas Mann, v Angliji pa pisatelja Hardy in Conrad; vsi priznavajo, da so v svojih knjigah zajemali iz branja Schopenhauerja. V nekaterih romanih je filozof omenjen z imenom, na primer v Tolstojevi Ani Karenini (1877) ali v Hardyjevi Čisti ženski (1891), bržkone najboljši pisci kratkih zgodb - Maupassant, Čehov, Maugham in Borges - kažejo podoben vpliv. Izjemni Schopenhauerjev vpliv se je nadaljeval tudi v 20. stoletju. Večkrat ga v svojih igrah poimensko omenja Čehov, po Čehovu pa je njegov vpliv čutiti v igrah Bernarda Shawa,  Luigija Pirandella in Samuela Becketta. Dotaknil pa se je tudi dveh največjih pesnikov 20. stoletja, R. M. Rilkeja in T. S. Eliota.
Vsaj po Locku ni nobenega filozofa, o katerem bi lahko rekli kaj podobnega. Celo Marx, čigar vpliv na umetnost in umetnike je bil zelo velik, ne more navesti tolikerih zvezd takšne veličine, na katerih delo je vplival. Seveda pa je bilo ta vpliv čutiti tudi pri filozofih. Nietzsche, pomemben filozof 19. stoletja po Schopenhauerjevi smrti, je dejal, da ga je prav branje njegovih del spremenilo v filozofa. In tudi Wittgenstein je v prvi polovici 20. stoletja začel filozofirati prav iz Schopenhauerjevega izhodišča. 
Razlogi za Schopenhauerjev vpliv so številni in zapleteni, glavni pa utegne biti njegova povezava neprimerljivo globokega uvida v človekovo usodo z izjemnim literarnim slogom.

## Dela
- Eristische Dialektik: Die Kunst, Recht zu Behalten (1831)
- Über die Grundlage der Moral (1840)
- Über die vierfache Wurzel des Satzes vom zureichenden Grunde (1813)
- Über die Freiheit des menschlichen Willens (1839)
- Über das Sehn und die Farben (1816)
- Parerga und Paralipomena (1851)
- Die Welt als Wille und Vorstellung (1818)

### Dela, prevedena v slovenščino
- Schopenhauer, A. 2009. O temelju morale, let. 39, št. 5/6, str. 14-20. (COBISS)
- Schopenhauer, A. 2008. Svet kot volja in predstava. Ljubljana: Društvo slovenska matica. (COBISS)
- Gracián y Morales, B. 2008. Priročni orakelj in umetnost razumnega. Celovec: Mohorjeva družba. (COBISS)
- Freud, S. 1995. Odpori proti psihoanalizi, let. 1, št. 1/2, str. 186-197. (COBISS)
- Schopenhauer, A. 2001. Metafizika spolne ljubezni. Ljubljana: Amalietti & Amalietti. (COBISS)
- Schopenhauer, A. 2001. Eristična dialektika ali 38 ukan, kako vselej imeti prav;  in O logiki in dialektiki. Ljubljana: Amalietti & Amalietti. (COBISS)
- Schopenhauer, A. 1997. Predgovor k prvi izdaji nagradnega spisa o temelju morale, let. 3,št. 16/17, str. 11-39.  (COBISS)
- Schopenhauer, A. 1994. O univerzitetni filozofiji, let.13, št. 151/152, str.138-172. (COBISS)
- Schopenhauer, A. 1993. K metafizični razlagi etičnega prapojava, let. 12, št. 139/140, str. 1330-1337. (COBISS)
- Schopenhauer, A. 1996. Izbor iz spisov. Maribor: Inter-kulturo.  (COBISS)
- Schopenhauer, A. 2009. Prijateljstvo in egoizem, let.28, št. 330/332, str. 135-136.  (COBISS)